# Mallory Vale
Mallory Vale (1986) è un'astronoma statunitense.
Il Minor Planet Center la accredita per la scoperta dell'asteroide 175109 Sharickaer, effettuata il 25 giugno 2004.
Le è stato dedicato l'asteroide 158899 Malloryvale.